# Музаффар Джанг

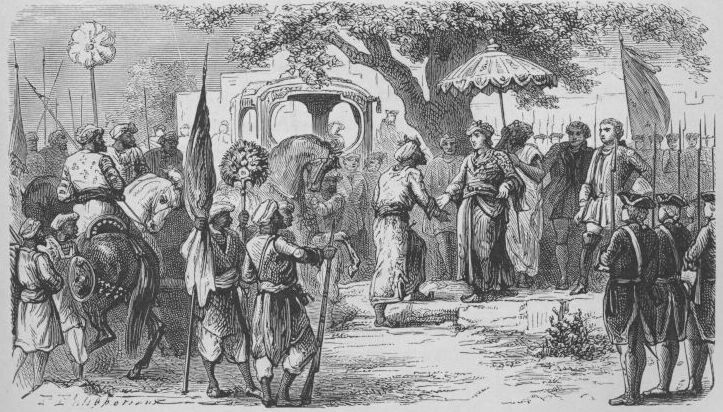
Встреча Жозефа-Франсуа Дюплекса и низама Хайдарабада Музаффара Джанга

Мухи-уд-дин Музаффар Джанг Хидаят (убит 13 февраля 1751) — третий низам Хайдарабада в Южной Индии с 16 декабря 1750 года. Его официальное имя — Наваб Хидаят Мухи-уд-Дин Саадулла Хан Бахадур, Музаффар Джанг, Наваб Субадар Декана. Он также получил помпезный титул, как и его предшественник и соперник Насир Джанг, Наваб Хан Бахадур, Музаффар Джанг, Наваб Субадар Декана.

## Рождение
Сын Наваба Талиба Мухи-уд-Дина Мутавасила Хана Бахадура, наиба субадара (заместителя губернатора) провинции Биджапур, и его жены, Сахибзади Хайр-ун-Ниссы Бегум, которая была дочерью Низам-уль-Мулька.

## Правление
Первоначально ему был назначен имперский мансаб в 3000 затов и 2000 соваров, затем он был повышен до 4000 затов при его назначении в Биджапур. После смерти своего отца Музаффар Джан стал субадаром (наместником) Биджапура. Когда в 1748 году скончался его дед по материнской линии, Низам-уль-Мульк, он решил заявить свои права на хайдарабадский престол в противовес своему дядей Насиру Джангу. Это привело к первому крупному прямому вовлечению европейцев во внутреннюю политики Индии. Музаффар Джанг заключил союз с Чандой Сахибом, навабом Карнатика (1749—1752), и французами, в то время как его дядя Насир Джанг объединился с другим претендентом на Карнатик Мухаммадом Али Ханом Валаджей (1749—1795) и британцами. В конце концов ситуация в Декане и Карнатике привела ко Второй Карнатикской войне (1749—1754).
Во время войны Музаффар Джанг был ненадолго захвачен в плен в марте 1750 года после битвы при Виллиануре. Но после гибели своего дяди Насира Джанга Музаффар Джанг был освобожден и занял престол Хайдарабада 16 декабря 1750 года. 31 декабря 1750 года новый низам Хайдарабада пожаловал земли и титулы генерал-губернатору Индии Дюплексу и французам. Однако он не смог отблагодарить своих афганских союзников подобным образом. В результате возникшие разногласия привели к бою на перевале Лаккиреддипалли в районе Райачоти Талука, Кадапа, где Наваб Курнола ударил его копьем в голову 13 февраля 1751 года, убив его на месте.
На этом переломном этапе истории французский командующий, маркиз де Бюсси, принял решение признать Салабата Джанга в качестве нового низама княжества Хайдарабад .

## Семья
У Музаффара Чанга был единственный сын по имени Наваб Мухаммад Саад уд-Дин Хан Бахадур, который был несовершеннолетним на момент смерти своего отца в феврале 1751 года. Он стал субадаром Биджапура в 1751 году, но позднее скончался от оспы.